# Gummi T
Gummi T er en 3D-animeret familiefilm fra 2012 baseret på Ole Lund Kirkegaards bog Gummi-Tarzan fra 1975.
I forbindelse med Disneys tegnefilm baseret på Edgar Rice Burroughs' historie om Tarzan, påstår Disney at have ophavsret og varemærker til denne benævnelse, hvilket er årsagen til at ordet Tarzan ikke indgår i filmens titel.
Filmen er en del af en trilogi, der foruden Gummi T også indeholder Orla Frøsnapper (2011) og Otto er et næsehorn (2013)

## Medvirkende
- Thure Lindhardt (Ivan Olsen)
- Nicolaj Kopernikus (Ivans far)
- Karen-Lise Mynster (Heksen)
- Birthe Neumann (Fru Sørensen)
- Signe Egholm Olsen (Lotte)
- Jens Andersen (Karsten)
- Bjarne Henriksen (Slagteren)
- Esben Pretzmann (Inspektøren)
- Cecilie Stenspil (Kim)
- David Bateson (slagter, lærer, vred fisker)